# Liste der Einträge im National Register of Historic Places im Rice County (Minnesota)

Lage des Rice County in Minnesota

Die Liste der Einträge im National Register of Historic Places im Rice County in Minnesota führt alle Bauwerke und historischen Stätten im Rice County auf, die in das National Register of Historic Places aufgenommen wurden.

## Legende
| NRHP | Historic Place             |
| HD   | Historic District          |
| NHL  | National Historic Landmark |

## Aktuelle Einträge
| [ 2 ] | Name                                                                    | Bild                                                                    | Eintragsdatum                           | Lage                                                                                                  | Ort                       | Beschreibung                                                                                                 |
| ----- | ----------------------------------------------------------------------- | ----------------------------------------------------------------------- | --------------------------------------- | --- | ------------------------- | --- |
| 1     | Administration Building-Girls' Dormitory, Minnesota School for the Deaf | Administration Building-Girls' Dormitory, Minnesota School for the Deaf | 1986 ID-Nr. 86003095                    | MN 299 44° 18′ 23″ N, 93° 15′ 34″ W                                                                   | Faribault                 | Öffentliche Schule für gehörlose Kinder                                                                      |
| 2     | All Saints Church-Episcopal                                             | All Saints Church-Episcopal                                             | 1982 ID-Nr. 82003027                    | Washington Street Ecke 5th Street 44° 27′ 19″ N, 93° 9′ 29″ W                                         | Northfield                | |
| 3     | W. Roby Allen Oral Home School                                          | W. Roby Allen Oral Home School                                          | 1990 ID-Nr. 90001091                    | 525 5th Street, Northeast 44° 17′ 12″ N, 93° 15′ 33″ W                                                | Faribault                 | |
| 4     | Archibald Mill                                                          | Archibald Mill                                                          | 1976 ID-Nr. 76001071                    | Railway Street 44° 25′ 48″ N, 93° 12′ 21″ W                                                           | Dundas                    | Ruine einer Getreidemühle, die 1857 von George und John Sidney Archibald am Cannon River errichtet wurde     |
| 5     | Edward T. Archibald House                                               | Edward T. Archibald House                                               | 1976 ID-Nr. 76001072                    | Hamilton Street Ecke 2nd Street 44° 25′ 34″ N, 93° 12′ 15″ W                                          | Dundas                    | |
| 6     | Ault Store                                                              | Ault Store                                                              | 1982 ID-Nr. 82003004                    | 2nd Street 44° 25′ 44″ N, 93° 12′ 8″ W                                                                | Dundas                    | 1866 errichteter Gemischtwarenladen                                                                          |
| 7     | Laura Baker School                                                      | Laura Baker School                                                      | 1978 ID-Nr. 78001560                    | 211 Oak Street 44° 27′ 26″ N, 93° 8′ 49″ W                                                            | Northfield                | |
| 8     | Batchelder's Block                                                      | Batchelder's Block                                                      | 1990 ID-Nr. 90001089                    | 120 Central Avenue North 44° 17′ 30″ N, 93° 16′ 7″ W                                                  | Faribault                 | |
| 9     | Frank A. and Elizabeth Berry House                                      | Frank A. and Elizabeth Berry House                                      | 1990 ID-Nr. 90001172                    | 319 3rd Street, Northwest 44° 17′ 36″ N, 93° 16′ 25″ W                                                | Faribault                 | |
| 10    | Blind Department Building and Dow Hall, State School for the Blind      | Blind Department Building and Dow Hall, State School for the Blind      | 1990 ID-Nr. 90001092                    | 400 6th Avenue, Southeast 44° 17′ 12″ N, 93° 15′ 36″ W                                                | Faribault                 | 1874 errichtete Blindenschule                                                                                |
| 11    | Bonde Farmhouse                                                         | Bonde Farmhouse                                                         | 1982 ID-Nr. 82003023                    | County Road 27 Ecke MN 246 44° 21′ 9″ N, 93° 4′ 46″ W                                                 | Wheeling Township         | |
| 12    | Bridge No. 8096                                                         | Bridge No. 8096                                                         | 1998 ID-Nr. 98000719                    | Brücke der MN 19 über den Spring Creek 44° 27′ 51″ N, 93° 9′ 13″ W                                    | Northfield                | |
| 13    | Cassius Buck House                                                      | Cassius Buck House                                                      | 1982 ID-Nr. 82003007                    | 124 1st Avenue, Southwest 44° 17′ 19″ N, 93° 16′ 12″ W                                                | Faribault                 | |
| 14    | Thomas Scott Buckham Memorial Library                                   | Thomas Scott Buckham Memorial Library                                   | 1982 ID-Nr. 82003008                    | Central Avenue Ecke Division Street 44° 17′ 24″ N, 93° 16′ 4″ W                                       | Faribault                 | Von Anna Buckham in Erinnerung an ihren Ehemann gestiftete Bibliothek                                        |
| 15    | Louis Carufel and E. LaRose                                             | Louis Carufel and E. LaRose                                             | 1990 ID-Nr. 90001160                    | 425 3rd Street, Southwest 44° 17′ 13″ N, 93° 16′ 31″ W                                                | Faribault                 | |
| 16    | Cathedral of Our Merciful Saviour                                       | Cathedral of Our Merciful Saviour                                       | 1979 ID-Nr. 82003009 79001253; 82003009 | 515 2nd Avenue, Northwest 44° 17′ 49″ N, 93° 16′ 16″ W                                                | Faribault                 | 1862–1869 errichtete älteste Kathedrale der Episkopalkirche der Vereinigten Staaten von Amerika in Minnesota |
| 17    | Chapel of the Good Sheperd                                              | Chapel of the Good Sheperd                                              | 1975 ID-Nr. 75001018                    | At Shattuck School 44° 18′ 5″ N, 93° 15′ 39″ W                                                        | Faribault                 | |
| 18    | Church of the Annunciation-Catholic                                     | Church of the Annunciation-Catholic                                     | 1982 ID-Nr. 82003033                    | County Highway 46 44° 30′ 56″ N, 93° 17′ 12″ W                                                        | Northfield                | |
| 19    | Church of the Holy Cross-Episcopal                                      | Church of the Holy Cross-Episcopal                                      | 1982 ID-Nr. 82003005                    | 2nd Street 44° 25′ 33″ N, 93° 12′ 13″ W                                                               | Dundas                    | |
| 20    | Church of the Most Holy Trinity (Catholic)                              | Church of the Most Holy Trinity (Catholic)                              | 1997 ID-Nr. 97001424                    | 4938 North Washington Street 44° 30′ 57″ N, 93° 27′ 35″ W                                             | Wheatland Township        | |
| 21    | Gordon Cole and Kate D. Turner House                                    | Gordon Cole and Kate D. Turner House                                    | 1990 ID-Nr. 90001150                    | 111 2nd Street, Northwest 44° 17′ 32″ N, 93° 16′ 13″ W                                                | Faribault                 | |
| 22    | Congregational Church of Faribault                                      | Congregational Church of Faribault                                      | 1977 ID-Nr. 77000768                    | 227 3rd Street, Northwest 44° 17′ 36″ N, 93° 16′ 21″ W                                                | Faribault                 | |
| 23    | John N. and Elizabeth Taylor Clinton Cottrell House                     | John N. and Elizabeth Taylor Clinton Cottrell House                     | 1990 ID-Nr. 90001163                    | 127 1st Street, Northwest 44° 17′ 28″ N, 93° 16′ 15″ W                                                | Faribault                 | |
| 24    | Den Svenska Evangeliska Lutherska Christdala Forsamlingen               | Den Svenska Evangeliska Lutherska Christdala Forsamlingen               | 1995 ID-Nr. 95000617                    | 4695 Millersburg Road 44° 25′ 59″ N, 93° 21′ 26″ W                                                    | Forest Township           | 1878 errichtete lutherische Kirche schwedischer Einwanderer                                                  |
| 25    | Reverend James Dobbin House                                             | Reverend James Dobbin House                                             | 1990 ID-Nr. 90001090                    | 1800 14th Street, Northeast 44° 18′ 41″ N, 93° 15′ 50″ W                                              | Faribault                 | |
| 26    | Edwin S. Drake Farmhouse                                                | Edwin S. Drake Farmhouse                                                | 1982 ID-Nr. 82003028                    | County Highway 22 44° 25′ 31″ N, 93° 9′ 43″ W                                                         | Bridgewater Township      | |
| 27    | Episcopal Rectory                                                       | Episcopal Rectory                                                       | 1990 ID-Nr. 90001171                    | 112 6th Street, Northwest 44° 17′ 50″ N, 93° 16′ 13″ W                                                | Faribault                 | |
| 28    | Faribault City Hall                                                     | Faribault City Hall                                                     | 1982 ID-Nr. 82003010                    | 208 1st Avenue, Northwest 44° 17′ 34″ N, 93° 16′ 13″ W                                                | Faribault                 | |
| 29    | Faribault Historic Commercial District                                  | Faribault Historic Commercial District                                  | 1982 ID-Nr. 82003011                    | Central Avenue, 2nd Street und 3rd Street 44° 17′ 35″ N, 93° 16′ 5″ W                                 | Faribault                 | |
| 30    | Faribault Viaduct                                                       | Faribault Viaduct                                                       | 1989 ID-Nr. 89001848                    | Brücke der Division Street über den Straight River 44° 17′ 27″ N, 93° 16′ 0″ W                        | Faribault                 | |
| 31    | Faribault Water Works                                                   | Faribault Water Works                                                   | 1982 ID-Nr. 82003012                    | 7th Street, Northwest 44° 17′ 54″ N, 93° 16′ 55″ W                                                    | Faribault                 | |
| 32    | Faribault Woolen Mill Company                                           | Faribault Woolen Mill Company                                           | 2012 ID-Nr. 12000283                    | 1500 2nd Avenue, Northwest 44° 18′ 24,9″ N, 93° 16′ 22,5″ W                                           | Faribault                 | |
| 33    | Alexander Faribault House                                               | Alexander Faribault House                                               | 1970 ID-Nr. 70000309                    | 12 1st Avenue, Northeast 44° 17′ 27″ N, 93° 16′ 0″ W                                                  | Faribault                 | 1853 errichtetes erstes hölzernes Fachwerkhaus im Rice County; Wohnhaus des Händlers Alexander Faribault     |
| 34    | Farmer Seed and Nursery Company                                         | Farmer Seed and Nursery Company                                         | 1982 ID-Nr. 82003013                    | 818 4th Street, Northwest 44° 17′ 41″ N, 93° 16′ 53″ W                                                | Faribault                 | |
| 35    | Goodsell Observatory--Carleton College                                  | Goodsell Observatory--Carleton College                                  | 1975 ID-Nr. 75001025                    | Abseits der 1st Street, East 44° 27′ 43″ N, 93° 9′ 9″ W                                               | Northfield                | Nach dem Bau im Jahr 1887 größtes Observatorium Minnesotas                                                   |
| 36    | M. P. Holman House                                                      | M. P. Holman House                                                      | 1990 ID-Nr. 90001162                    | 107 3rd Avenue, Northwest 44° 17′ 29″ N, 93° 16′ 21″ W                                                | Faribault                 | |
| 37    | Hospital, State School for the Feeble Minded                            | Hospital, State School for the Feeble Minded                            | 1982 ID-Nr. 82003014                    | Abseits der 6th Avenue, Southeast 44° 16′ 56″ N, 93° 15′ 28″ W                                        | Faribault                 | |
| 38    | John Hutchinson House                                                   | John Hutchinson House                                                   | 1982 ID-Nr. 82003015                    | 305 2nd Street, Northwest 44° 17′ 31″ N, 93° 20′ 9″ W                                                 | Faribault                 | |
| 39    | Johnston Hall-Seabury Divinity School                                   | Johnston Hall-Seabury Divinity School                                   | 1975 ID-Nr. 75001022                    | 1st Street Ecke State Street, Southeast 44° 17′ 20″ N, 93° 15′ 25″ W                                  | Faribault                 | |
| 40    | Vincent and Elizabeth Lieb House                                        | Vincent and Elizabeth Lieb House                                        | 1990 ID-Nr. 90001093                    | 201 4th Avenue, Southwest 44° 17′ 17″ N, 93° 16′ 27″ W                                                | Faribault                 | |
| 41    | Lonsdale Public School                                                  | Lonsdale Public School                                                  | 1979 ID-Nr. 79001254                    | 3rd Avenue, Southwest 44° 28′ 43″ N, 93° 25′ 49″ W                                                    | Lonsdale                  | |
| 42    | Drew H. Lord House                                                      | Drew H. Lord House                                                      | 1982 ID-Nr. 82003029                    | 201 East 3rd Street 44° 27′ 27″ N, 93° 9′ 28″ W                                                       | Northfield                | |
| 43    | Wiliam Martin House                                                     | Wiliam Martin House                                                     | 1982 ID-Nr. 82003006                    | Bridge Street Ecke 1st Street 44° 25′ 41″ N, 93° 12′ 14″ W                                            | Dundas                    | |
| 44    | Cormack McCall House                                                    | Cormack McCall House                                                    | 1990 ID-Nr. 90001149                    | 817 Ravine Street, Northeast 44° 17′ 40″ N, 93° 15′ 18″ W                                             | Faribault                 | |
| 45    | Thomas McCall House                                                     | Thomas McCall House                                                     | 1990 ID-Nr. 90001159                    | 102 4th Avenue, Southwest 44° 17′ 21″ N, 93° 16′ 28″ W                                                | Faribault                 | |
| 46    | Timothy J. McCarthy Building                                            | Timothy J. McCarthy Building                                            | 1990 ID-Nr. 90001161                    | 24 3rd Street, Northwest 44° 17′ 38″ N, 93° 16′ 9″ W                                                  | Faribault                 | |
| 47    | Thomas Bridget Shanahan McMahon House                                   | Thomas Bridget Shanahan McMahon House                                   | 1990 ID-Nr. 90001112                    | 603 Division Street, East 44° 17′ 25″ N, 93° 15′ 30″ W                                                | Faribault                 | |
| 48    | Nerstrand City Hall                                                     | Nerstrand City Hall                                                     | 1982 ID-Nr. 82003024                    | Main Street 44° 20′ 30″ N, 93° 4′ 5″ W                                                                | Nerstrand                 | |
| 49    | Northfield Commercial Historic District                                 | Northfield Commercial Historic District                                 | 1979 ID-Nr. 79003125                    | Abgegrenzt durch Water Street, Division Street, 3rd Street und 5th Street 44° 27′ 24″ N, 93° 9′ 37″ W | Northfield                | |
| 50    | Noyes Hall, State School for the Deaf                                   | Noyes Hall, State School for the Deaf                                   | 1975 ID-Nr. 86003095                    | Abseits der 6th Avenue, Northeast 44° 17′ 49″ N, 93° 15′ 40″ W                                        | Faribault                 | 1902 errichtete Gehörlosenschule                                                                             |
| 51    | Jonathon L. and Elizabeth H. Wadsworth Noyes House                      | Jonathon L. and Elizabeth H. Wadsworth Noyes House                      | 1990 ID-Nr. 90001170                    | 105 1st Avenue, Northwest 44° 17′ 30″ N, 93° 16′ 10″ W                                                | Faribault                 | |
| 52    | John C. Nutting House                                                   | John C. Nutting House                                                   | 1970 ID-Nr. 70000310                    | 217 Union Street 44° 27′ 28″ N, 93° 9′ 22″ W                                                          | Northfield                | |
| 53    | Old Main, Saint Olaf College                                            | Old Main, Saint Olaf College                                            | 1976 ID-Nr. 76001073                    | Campus des St. Olaf College 44° 27′ 35″ N, 93° 10′ 48″ W                                              | Northfield                | |
| 54    | Osmund Osmundson House                                                  | Osmund Osmundson House                                                  | 1982 ID-Nr. 82003025                    | East Nerstrand Street Ecke North Main Street 44° 20′ 38″ N, 93° 3′ 53″ W                              | Nerstrand                 | |
| 55    | John Gottlieb Pfeiffer House                                            | John Gottlieb Pfeiffer House                                            | 1990 ID-Nr. 90001151                    | 931 3rd Avenue, Northwest 44° 18′ 5″ N, 93° 16′ 22″ W                                                 | Faribault                 | |
| 56    | Phelps Library, Shattuck School                                         | Phelps Library, Shattuck School                                         | 1975 ID-Nr. 75001021                    | Abseits der Shumway Avenue 44° 18′ 10″ N, 93° 15′ 44″ W                                               | Faribault                 | |
| 57    | Rice County Courthouse and Jail                                         | Rice County Courthouse and Jail                                         | 1982 ID-Nr. 82003016                    | 218 3rd Street, Northwest 44° 17′ 38″ N, 93° 16′ 17″ W                                                | Faribault                 | 1934 im Art-déco-Stil errichtetes Gerichts und Verwaltungsgebäude                                            |
| 58    | Rock Island Depot                                                       | Rock Island Depot                                                       | 1982 ID-Nr. 82003017                    | 3rd Street Ecke 1st Avenue, Northeast 44° 17′ 39″ N, 93° 15′ 54″ W                                    | Faribault                 | |
| 59    | O. E. Rolvaag House                                                     | O. E. Rolvaag House                                                     | 1969 ID-Nr. 69000078                    | 311 Manitou Street 44° 27′ 48″ N, 93° 10′ 20″ W                                                       | Northfield                | Wohnhaus des norwegisch-amerikanischen Schriftstellers Ole Edvart Rølvaag                                    |
| 60    | Saint Mary’s Hall                                                       | Saint Mary’s Hall                                                       | 1982 ID-Nr. 75001021                    | 4th Street, Northeast Ecke 4th Avenue, Northeast 44° 17′ 43″ N, 93° 15′ 47″ W                         | Faribault                 | |
| 61    | Sciver Block Building                                                   | Sciver Block Building                                                   | 1978 ID-Nr. 78001561                    | Bridge Square und Division Street 44° 27′ 22″ N, 93° 9′ 37″ W                                         | Northfield                | |
| 62    | Scoville Memorial Library                                               | Scoville Memorial Library                                               | 1982 ID-Nr. 82003030                    | 1st Street East Ecke College Street 44° 27′ 36″ N, 93° 9′ 20″ W                                       | Northfield                | |
| 63    | Shattuck Historic District                                              | Shattuck Historic District                                              | 1982 ID-Nr. 75001021                    | Shumway Avenue 44° 18′ 4″ N, 93° 15′ 37″ W                                                            | Faribault                 | |
| 64    | Shumway Hall and Morgan Refectory-Shattuck School                       | Shumway Hall and Morgan Refectory-Shattuck School                       | 1975 ID-Nr. 75001021                    | Abseits der Shumway Avenue 44° 18′ 9″ N, 93° 15′ 36″ W                                                | Faribault                 | |
| 65    | Skinner Memorial Chapel                                                 | Skinner Memorial Chapel                                                 | 1982 ID-Nr. 82003031                    | 1st Street, Winona Street und College Street 44° 27′ 36″ N, 93° 9′ 15″ W                              | Northfield                | |
| 66    | Steensland Library-Saint Olaf College                                   | Steensland Library-Saint Olaf College                                   | 1982 ID-Nr. 82003020                    | Abseits der Saint Olaf Avenue 44° 27′ 35″ N, 93° 10′ 50″ W                                            | Northfield                | |
| 67    | Theopold Mercantile Co. Wholesale Grocery Building                      | Theopold Mercantile Co. Wholesale Grocery Building                      | 1982 ID-Nr. 82003021                    | 1st Avenue Ecke 3rd Street, Northeast 44° 17′ 38″ N, 93° 15′ 58″ W                                    | Faribault                 | |
| 68    | Trondhjem Norwegian Lutheran Church                                     | Trondhjem Norwegian Lutheran Church                                     | 2001 ID-Nr. 95000617                    | 8501 Garfield Avenue 44° 27′ 51″ N, 93° 24′ 8″ W                                                      | Webster Township          | |
| 69    | Valley Grove                                                            | Valley Grove                                                            | 1982 ID-Nr. 82003026                    | County Road 29 abseits der MN 246 44° 21′ 42″ N, 93° 6′ 2″ W                                          | Nerstrand                 | Zwei 1862 auf einem grasbewachsenen Hügel errichtete religiöse Gebäude norwegischer Einwanderer              |
| 70    | Thorstein Veblen Farmstead                                              | Thorstein Veblen Farmstead                                              | 1975 ID-Nr. 75001024                    | Abseits der MN 246 44° 20′ 54″ N, 93° 2′ 47″ W                                                        | nordöstlich von Nerstrand | Wohnhaus, in dem der spätere Ökonom Thorstein Veblen aufwuchs                                                |
| 71    | Adam Weyer Wagon Shop                                                   | Adam Weyer Wagon Shop                                                   | 1990 ID-Nr. 90001088                    | 32 2nd Street, Northeast 44° 17′ 33″ N, 93° 16′ 1″ W                                                  | Faribault                 | |
| 72    | Willis Hall                                                             | Willis Hall                                                             | 1975 ID-Nr. 75001026                    | College Street 44° 27′ 38″ N, 93° 9′ 21″ W                                                            | Northfield                | |
| 73    | Hudson Wilson House                                                     | Hudson Wilson House                                                     | 1982 ID-Nr. 82003022                    | 104 1st Avenue, Northwest 44° 17′ 29″ N, 93° 16′ 12″ W                                                | Faribault                 | |

## Frühere Einträge
| [ 2 ] | Name                           | Bild | Eintragsdatum        | Lage                                                          | Ort       | Beschreibung |
| ----- | ------------------------------ | ---- | -------------------- | ------------------------------------------------------------- | --------- | ------------ |
| 1     | Church of St. Patrick-Catholic |      | 2003 ID-Nr. 82003032 | County Highway 10 (Dodd Road) 44° 21′ 13,7″ N, 93° 25′ 8,9″ W | Faribault |              |
| 2     | Dump Road Bridge               |      | 2002 ID-Nr. 89001835 | Brücke der Township Road 45 über den Straight River           | Faribault |              |